# Ora et labora

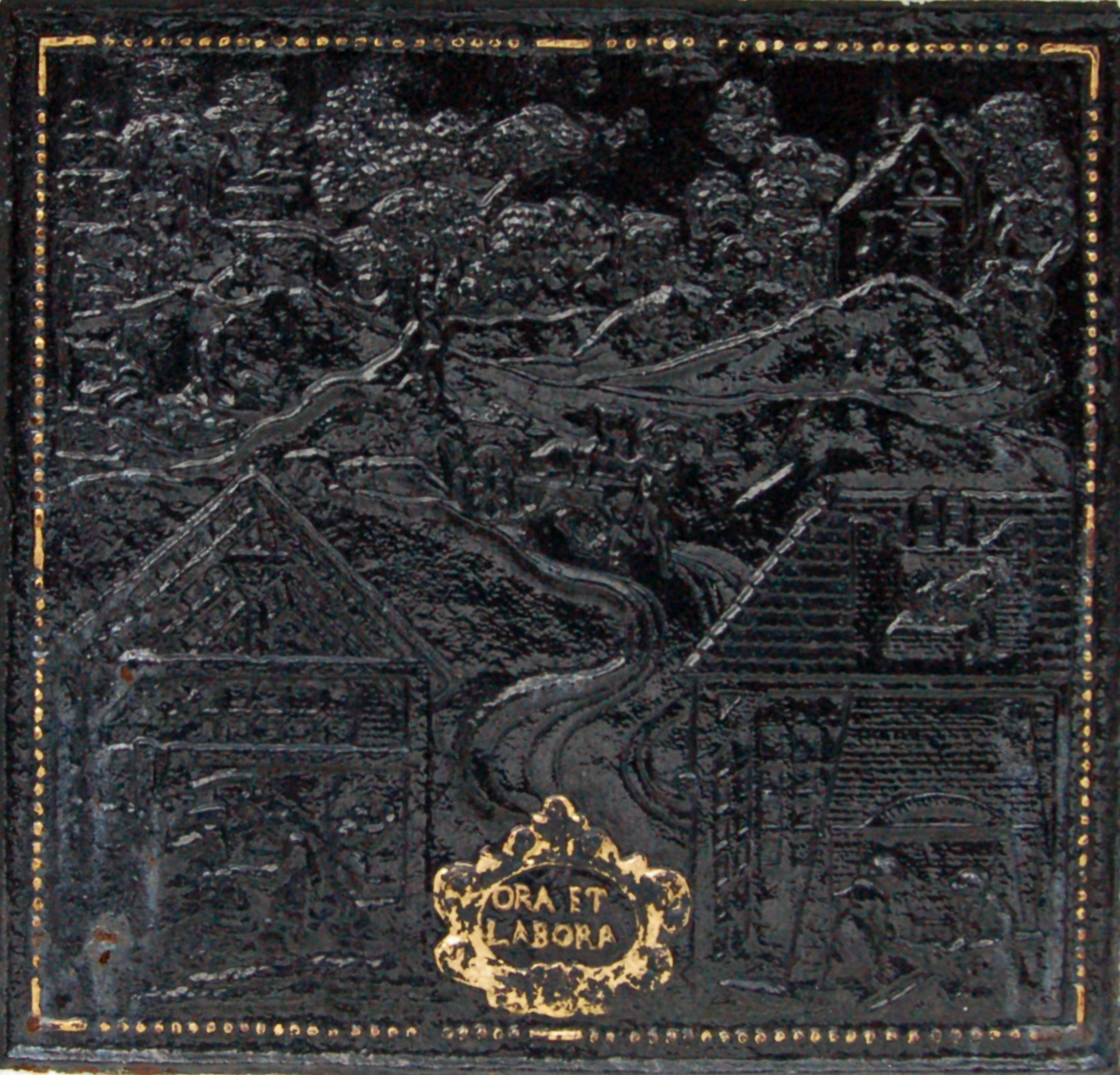
Барельєф зі словами «Ora et labora»

Ora et labora (лат. молись і працюй) — латинська фраза, девіз святого Бенедикта Нурсійського, який у 529 році заснував чернечий орден бенедиктинців, найстаріший чернечий орден римо-католицької церкви. Девіз «Ora et labora» є духовною основою чернечого Статуту, написаного святим Бенедиктом. Ця формула є центром духовного життя монаха-бенедиктинця, який у своїй діяльності намагається з'єднати воєдино споглядальну молитву і фізичну роботу. Це лише фрагмент девiзу, повна версiя звучить так: "Ora et labora (et studia), Deus adest sine mora", що означаэ "молись i працюй (i навчайся), Бог присутнiй завжди" 